# 村田正雄 (初代)
初代 村田 正雄（しょだい むらた まさお、天保暦 明治4年2月4日 / グレゴリオ暦 1871年3月25日 - 1925年6月7日）は、日本の俳優である。本名は村田 又彦（むらた またひこ）、俳号は村田 芳泉（むらた ほうせん）。

## 人物・来歴
グレゴリオ暦 1871年3月25日（天保暦 明治4年2月4日）、東京府芝（現在の東京都港区）に「村田又彦」として生まれる。
横浜貿易商組合立横浜商業学校（現在の横浜市立大学商学部）を卒業する。1895年（明治28年）ごろの24歳のとき、横浜・港座で『色と慾二股桜』に出演して初舞台を踏む。舞踊については森間藤蔵を師とし、義太夫については、鶴沢友次郎に学んでいる。
1901年（明治34年）、高堂国典が村田の門下となる。1902年（明治35年）、福井茂兵衛の京都・南座での改良演劇に参加する。のちに伊井蓉峰を主宰とする「伊井容峰一座」の組織に尽力、同劇団では脇役に徹し、重厚な役柄を演じた。
満39歳を迎える1910年（明治43年）前後、東京の吉沢商店の目黒撮影所が製作する映画に出演、多くに主演した。同社は1912年（大正元年）に他の3社と合併して日活となり、1913年（大正2年）10月に日活向島撮影所を開所すると、村田は藤沢浅二郎とともに『八重欅』に出演した。1917年（大正6年）には、山川吉太郎が経営する山川興行部で主演、同年、山川が小林喜三郎とともに設立した天然色活動写真（天活）の大阪撮影所製作の映画に主演した。この年、村田の一座に女形の明石緑郎が入門している。
1925年（大正14年）6月7日、死去した。満54歳没。最後の舞台は『金色夜叉』であった。村田の没後、甥に当たる村田高一が名跡を継ぎ、「二代目村田正雄」を襲名した。第二次世界大戦後、特撮等で知られるのは二代目である。

## おもなフィルモグラフィ
サイレント初期はクレジットが存在せず、不明な作品がある。すべて出演。

### 吉沢商店
1910年
- 『女天下』 : 監督・脚本不明、共演福島清、興行島越電気館
- 『サーベル』 : 監督・脚本不明、共演福島清・木村栄・藤井六輔、興行浅草・電気館
- 『お目出度』 : 監督・脚本不明、共演都築操・藤井六輔、興行島越電気館

1911年
- 『天風組』 : 監督・脚本不明、原作田口掬汀、共演佐藤歳三・藤沢浅二郎・本郷座合同一座、興行浅草・電気館
- 『天の網』 : 監督・脚本不明、共演木下吉之助、興行浅草・三友館
- 『仁術』 : 監督・脚本不明、興行浅草・三友館
- 『生仏』 : 監督・脚本不明、共演木下吉之助、興行浅草・電気館
- 『三すくみ』 : 監督・脚本不明、共演関根達発、興行浅草・オペラ館
- 『桂小五郎』 : 監督・脚本不明、興行浅草・電気館
- 『借り児』 : 監督不明、原作・脚本吉沢商店考案部、共演木下吉之助、興行浅草・電気館

### 日活向島撮影所
1913年
- 『八重欅』 : 監督・脚本不明、共演藤沢浅二郎、興行浅草・オペラ館

### 山川興行部
1917年
- 『春の辰巳』 : 監督・脚本不明、共演熊谷武雄・花園薫・原田好太郎・桜井武夫・東猛夫、興行浅草・日本館
- 『曙の歌』 : 監督・脚本不明、共演熊谷武雄・花園薫・原田好太郎・桜井武夫・東猛夫・志賀靖郎、興行大阪・楽天地
- 『文明の復讐』 : 監督・脚本不明、共演熊谷武雄・花園薫・原田好太郎・桜井武夫・東猛夫・志賀靖郎、興行大阪・楽天地
- 『かげひなた』 : 監督・脚本不明、共演熊谷武雄・花園薫・国松一・原田好太郎・桜井武夫・村田高一・東猛夫・宍戸熊介・志賀靖郎、興行大阪・楽天地

### 天活大阪撮影所
1917年
- 『美人の涙』 : 監督・脚本不明、興行浅草・日本座
- 『若き女の半生』 : 監督・脚本不明、共演熊谷武雄・花園薫・国松一・原田好太郎・桜井武夫、興行大阪・楽天地
- 『毒草』 : 監督・脚本川口吉太郎、原作菊池幽芳、脚本、共演東猛夫・村田高一・熊谷武雄・桜井武夫・志賀靖郎・国松一、興行浅草・大勝館
- 『離縁になるまで』 : 監督・脚本不明、共演原田好太郎・桜井武夫・国松一・花園薫・熊谷武雄、興行大阪・楽天地
- 『封じ文』 : 監督・脚本不明、興行浅草・大勝館
- 『あを嵐』 : 監督・脚本不明、原作有松暁衣、共演熊谷武雄、興行浅草・大勝館
- 『絵物語』 : 監督・脚本不明、共演熊谷武雄・花園薫・国松一・村田高一・原田好太郎、興行大阪・楽天地

## 註
1. 1 2 3 4 5 6  村田正雄〈初代〉、『講談社 日本人名大辞典』、講談社、コトバンク、2010年1月5日閲覧。
2. ↑  村田正雄日外アソシエーツ「20世紀日本人名事典」コトバンク 2018年7月9日閲覧
3. 1 2 3 4  村田正雄、『美術人名辞典』、思文閣、コトバンク、2010年1月5日閲覧。
4. 1 2 3  村田正雄、日本映画データベース、2010年1月5日閲覧。
5. ↑  八重欅、日本映画データベース、2010年1月5日閲覧。
6. ↑  『芸能人物事典 明治大正昭和』、日外アソシエーツ、1998年、「明石緑郎」の項。
7. ↑  『日本映画発達史 1 活動写真時代』、田中純一郎、中公文庫、1975年11月25日 ISBN 4122002850、p.274-279.